# Васил Йованов
Васил (Василие, Васа) Йованов (Йованович), известен като Мачедонац (на сръбски: Васил, Василије, Васа Јовановић Маћедонац или Vasilije, Vasa Jovanović Maćedonac), е македонски сърбоманин, сръбски революционер и югославски политик, основател на Сръбската четническа организация в Македония.

## Биография
Роден е през 1874 година в Скопие, Османската империя, в семейство от съседното село Кожле, което поради албанските злочинства в същата година потърсва убежище в града. По-късно семейството му се изселва в Белград, Сърбия. В Белград Васил завършва гимназия и право във Великата школа. Защитава докторат в Брюксел. Става член на белградската масонска ложа „Побратимство“, в която се запознава с Лука Челович и Милорад Годжевац. Годжевац, който още от 1900 година е в контакт с македонски сърбомани и различни дейци на ВМОРО, го запознава с плана си да се основе сръбски четнически комитет. През 1902 година той, Годжевац, Челович, Живоин Рафаилович, Никола Спасич и Любомир Ковачевич създават Главен комитет на Четническата акция, ръководещ сръбската въоръжена пропаганда в Македония. Към тях се присъединява и Йован Атанацкович и сръбският Централен революционен комитет е формиран през септември 1903 година, веднага след Илинденско-Преображенското въстание. Васил Йованович е секретар на първия Централен комитет.
На работа в сръбския комитет остава до 1905 г. След Младотурската революция в 1908 година е делегат на Първата сръбска конференция, провела се между 12 и 15 август 1908 г. в Скопие, на която е основана Сръбска демократическа лига в Османската империя.
Участва в Първата световна война и живее известно време във Франция. След войната е югославски делегат при основаването на Обществото на народите. Активно участва в политическия живот на Кралство Югославия, член на няколко правителства като министър на транспорта. Умира в Белград в 1970 година.